# Gemme
Pour les articles homonymes, voir Gemme (homonymie).

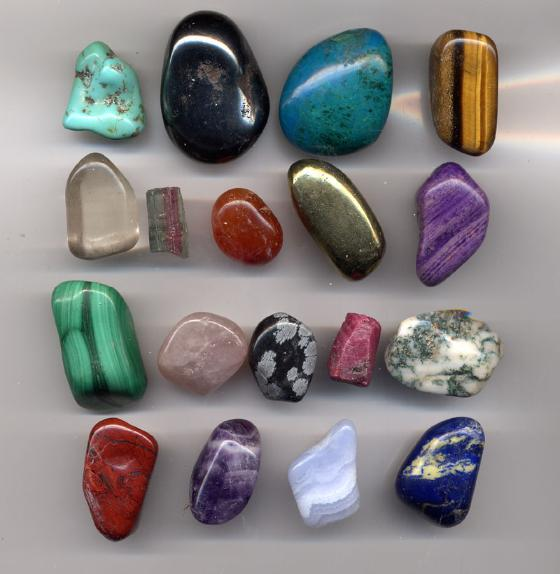
De gauche à droite et de haut en bas,
1e ligne : Turquoise – Hématite – Chrysocolle – Œil-de-tigre –
2e ligne : Quartz fumé – fluorite – Cornaline – Pyrite – Sugilite –
3e ligne : Malachite – Quartz rose – Obsidienne flocon de neige – Rubis – Agate –
4e ligne : Jaspe – Améthyste – agate – Lapis lazuli.

Une gemme est une pierre fine, précieuse ou ornementale ou n'importe quelle matière très dure ou colorée ayant l'aspect de ces pierreries et utilisée comme ornement.
Pour mériter l'appellation de gemme, cette matière (minéral, roche ou une substance organique telle que perle, ambre ou corail) doit être attrayante, surtout par sa couleur. Elle doit être peu altérable, et assez solide pour survivre à un usage constant ou aux manipulations, sans se rayer ou s'endommager.
Une gemme est souvent taillée par le lapidaire pour finir montée sur une bague, en boucle d'oreille ou tout autre ornement de joaillerie. Elle peut être naturelle, traitée ou fabriquée artificiellement (pierre synthétique).
La gemmologie est la science de l'étude des gemmes.

## Les pierres gemmes
Dans le droit français, les appellations « pierre gemme », « pierre ornementale », « pierre précieuse » sont regroupées sous l'appellation unique de « pierres gemmes » par souci d'harmonisation, avec la nomenclature de la CIBJO (commission internationale bijouterie, joaillerie, orfèvrerie) qui ne distingue pas entre les trois expressions. « Pierre précieuse » ne peut s'appliquer qu'à un produit naturel. Cette commission traite à part le diamant.
Les dénominations des gemmes s’articulent autour de trois sources étymologiques. Les pierres dédiées en hommage aux grands découvreurs, les sources topotypiques, liées à la géographie et les sources linguistiques avec d’une part les attributions ayant traversé l’histoire jusqu’à nos jours et d’autre part, les appellations issues du grec.

### Pierres précieuses
- le diamant, transparent (pratiquement toutes les couleurs peuvent être trouvées)
- l'émeraude (variété de béryl), transparente (vert, à vert-bleuté)
- le rubis (variété de corindon), transparent (rouge à écarlate)
- le saphir (variété de corindon), transparent (toutes les couleurs sauf rouge (réservé au rubis))

### Pierres fines

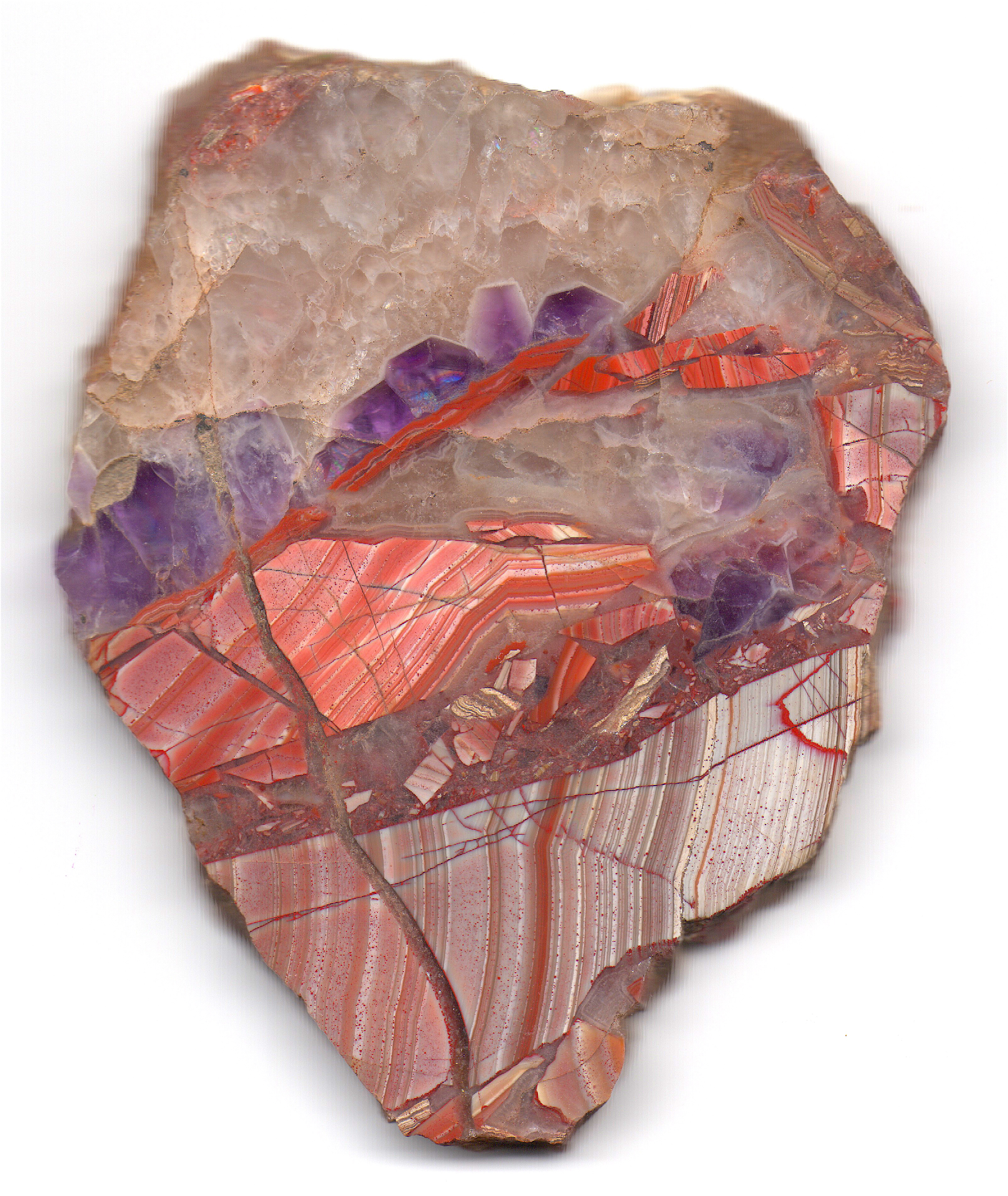
Quartz, améthyste et agate de Transylvanie (Baia Sprie)

- l'agate (variété de calcédoine), translucide (marron, bleu, blanc, rouge…)
- l'aigue-marine (variété de béryl), transparente (bleu vert pâle)
- l'alexandrite (variété de chrysobéryl), verte à rouge suivant le type d'éclairage
- l'améthyste (variété de quartz), transparente (violet)
- l'amétrine, transparente (mélange améthyste/citrine)
- la citrine (variété de quartz), transparente (jaune)
- la cordiérite, transparent (bleu foncé)
- la cornaline (variété de calcédoine), translucide (rouge, brun-rouge orange…)
- les grenats, (nom de famille de nombreux nésosilicates transparents (rouge, marron, vert ou violet)
- l'hématite, opaque (gris noir métallique)
- le jade (jadéite ou néphrite), translucide (vert pâle, foncé, vert et blanc)
- le jaspe (roche siliceuse) opaque (rouge, avec reflet noir à marron)
- le lapis-lazuli (roche contenant de la lazurite, de la calcite, de la pyrite, de la sodalite), opaque (bleu clair et foncé, taches dorée)
- la malachite, opaque (vert clair et foncé)
- l'obsidienne (roche volcanique), opaque (noir), translucide
- l'onyx (variété de calcédoine), transparent (très nombreuses couleurs)
- les opales, translucide (très nombreuses couleurs)
- le péridot (variété d'olivine), transparent (Vert à vert jaune)
- la pierre de lune (Adulaire variété d'orthose), translucide (blanche avec adularescence bleu pâle)
- le quartz fumé (variété de quartz), transparent (brun clair à noir)
- le quartz rose (variété de quartz), transparent (rose clair)
- la sardoine (variété de calcédoine), opaque (orange à marron rouge)
- les spinelles, transparent (rouge, marron, vert foncé)
- la sugilite, translucide (violet à rose)
- la tanzanite, transparente (bleu saphir, violet, brun)
- la topaze, transparente (jaune, bleu, rose, violet…)
- la tourmaline, transparente (vert, bleu, marron, rouge, noir…)
- la turquoise, opaque (bleu vert pâle)
- le zircon, transparent (incolore, bleu, vert pâle à vert, brun…)

### Pierres organiques
- l'ambre, transparent (diverses nuances de jaune, mais aussi verte exceptionnellement bleue)
- le corail, opaque (rouge écarlate, rose, blanc)
- le jais, opaque (noir)
- la mellite, de couleur du miel
- la nacre (perle), translucide (blanc, jaune, rose, noire)

## Les pierres synthétiques
Ces pierres comme la moissanite sont synthétisées industriellement, parfois afin d'imiter des pierres naturelles recherchées, comme le diamant.
Une réglementation spécifique existe dans certains pays, obligeant les vendeurs à préciser clairement la nature synthétique de la pierre. Ainsi en France, le décret 2002-65 du 14 janvier 2002 relatif au commerce des « pierres gemmes » et des perles précise que :
« 
Art. 4 : Les qualificatifs suivants complètent respectivement la dénomination des matières et produits mentionnés ci-dessous :
- « synthétique » pour les pierres qui sont des produits cristallisés ou recristallisés dont la fabrication provoquée totalement ou partiellement par l'homme a été obtenue par divers procédés, quels qu'ils soient, et dont les propriétés physiques, chimiques et dont la structure cristalline correspond pour l'essentiel à celles des pierres naturelles qu'elles copient ;

L'emploi des termes : « élevé », « cultivé », « de culture », « vrai », « précieux », « fin », « véritable », « naturel » est interdit pour désigner les produits énumérés au présent Article. (...) »

## Le corindon
Le corindon, sous ses deux formes : monocristal et polycristal, est utilisé à la fois dans l'horlogerie et dans la joaillerie. Ses gemmes, le rubis et le saphir, sont parfois facettées, parfois taillées en cabochon, parfois sculptées.

## Inclusions
Peu de gemmes sont parfaitement pures. En effet, la plupart renferment des corps étrangers ou présentent divers accidents de cristallisation. Ces accidents sont considérés comme des inclusions, qu'il faut se garder de décrire comme « défauts », car leur présence n'entraîne pas forcément une dépréciation de la gemme.
Les inclusions suivent des lois strictes et peuvent donner des renseignements quant à la formation et aux types de gisement des pierres précieuses, fines ou ornementales.
Ce sont des caractéristiques d'identification : chaque gemme recelant ses propres inclusions, il est possible de rassembler l'ensemble des photographies des inclusions trouvées dans une espèce particulière (par exemple les topazes) et de les ordonner.
Les inclusions sont relativement fréquentes dans les minéraux ; elles sont soit de la même espèce (inclusion de diamant dans du diamant, par exemple) ou étrangères (inclusion d'or dans du quartz, par exemple). Si petites soient-elles, les inclusions peuvent apporter de précieuses indications sur la formation du cristal environnant, appelé « cristal hôte ».
Les minéraux inclus peuvent être plus anciens que lui, et avoir été simplement englobés lors de la croissance. Ils peuvent aussi s'être formés en même temps que le cristal hôte, qui, à la suite d'une croissance plus rapide, les a inclus dans sa masse. Il existe, en outre, des inclusions qui sont plus récentes que le cristal hôte : elles proviennent de liquides qui se sont introduits par des fissures dans le cristal.

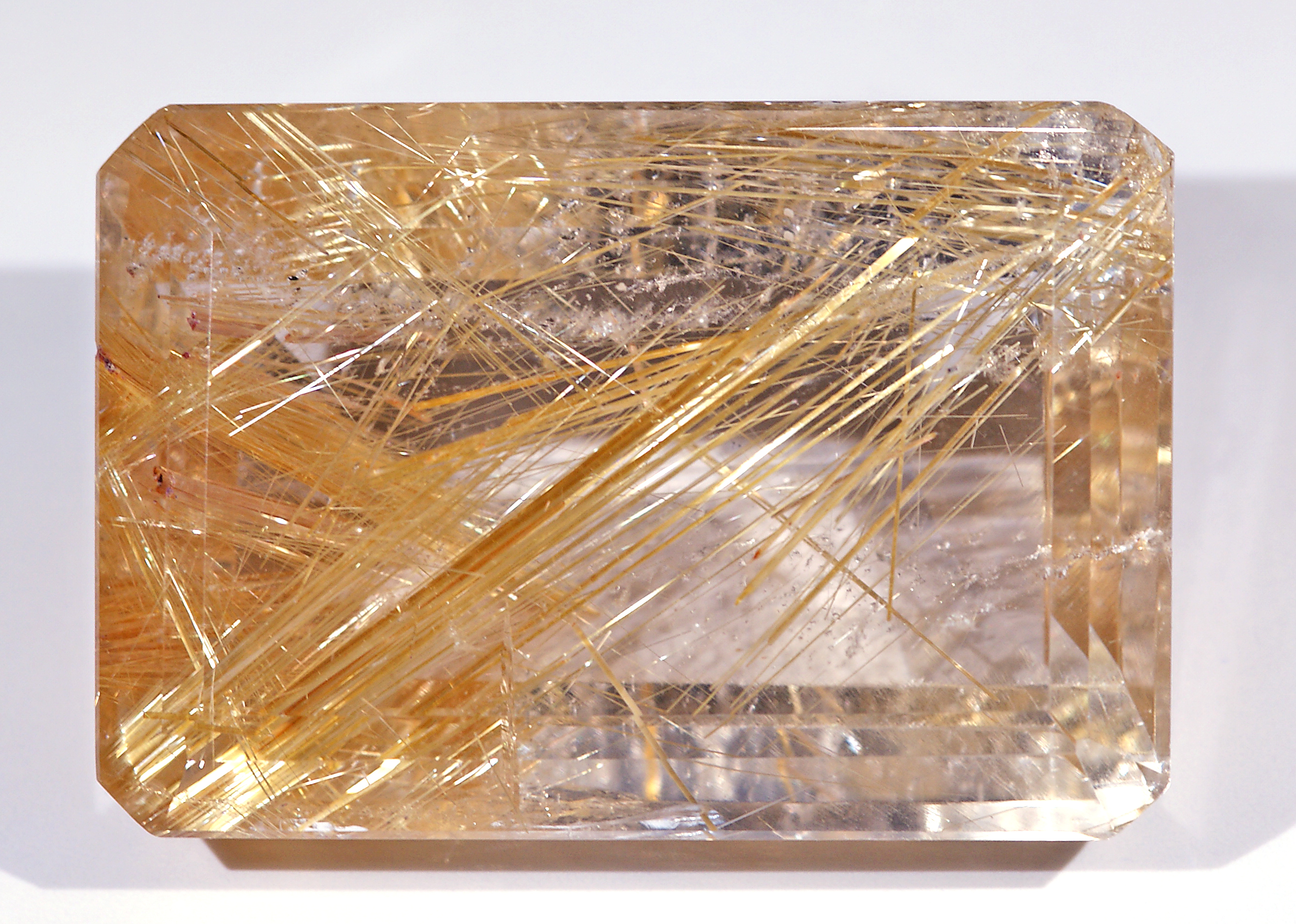
Quartz à rutile
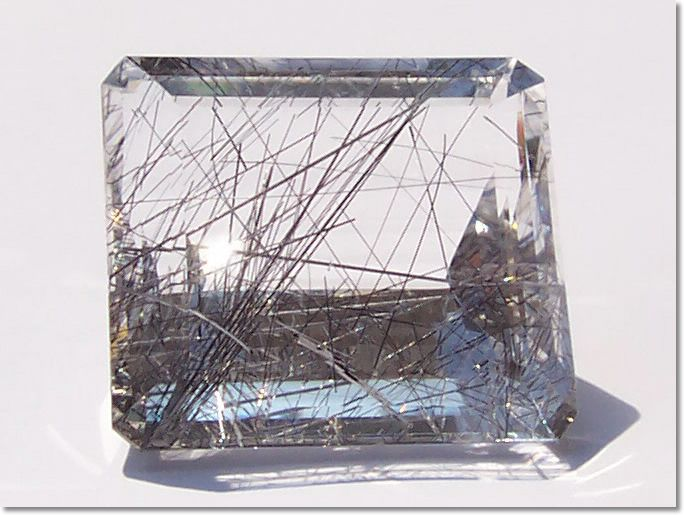
Quartz à tourmaline
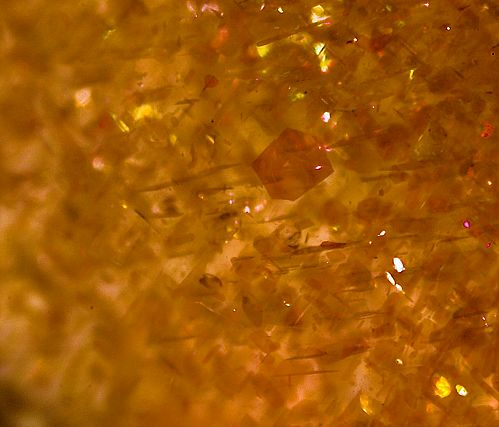
Hématite et goethite dans une oligoclase : Heliolite

## Lithothérapie
Dans la plupart des cultures antiques, les pierres fines et ornementales pouvaient être considérées comme ayant des vertus apotropaïques, éloignant du malheur et des maladies. Certains ésotéristes contemporains s'intéressent toujours à la lithothérapie ; cependant, il n'y a pas de preuves scientifiques de l'efficacité de cette thérapie ou de l'existence d'une énergie spécifique aux cristaux. Ainsi, la lithothérapie est actuellement considérée comme une pseudo-science,.